# University of Tennessee

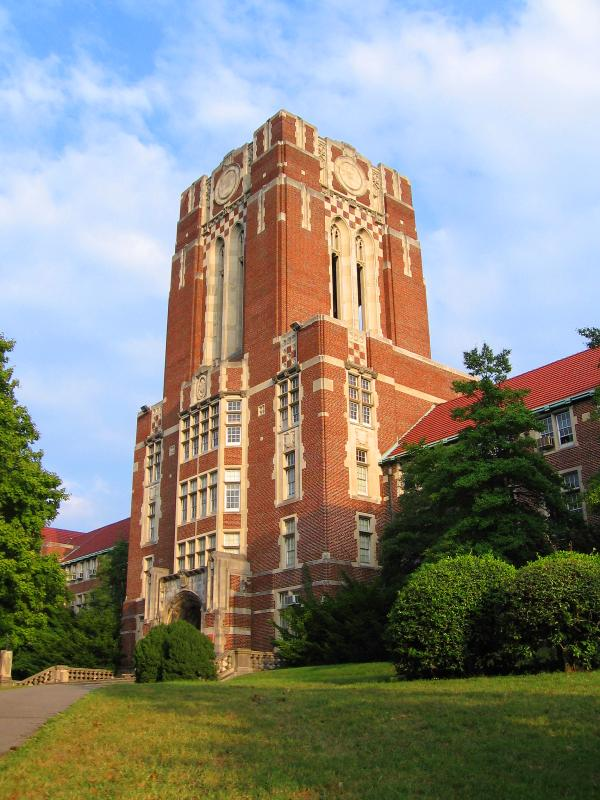
Ayres Hall

Die University of Tennessee (auch UT Knoxville oder UTK genannt) ist eine staatliche Universität in Knoxville im US-Bundesstaat Tennessee. Mit 27.281 Studenten ist sie die wichtigste Hochschule des University of Tennessee System. Zu der Hochschule gehört auch das University of Tennessee Health Science Center in Memphis sowie das University of Tennessee Space Institute in Tullahoma.

## Geschichte
Die University of Tennessee wurde am 10. September 1794 als Blount College gegründet. Ihren heutigen Namen erhielt sie 1879. Seit 1893 werden Frauen und seit 1952 Afroamerikaner zugelassen.

## Fakultäten
- Architektur und Design
- Ingenieurwesen

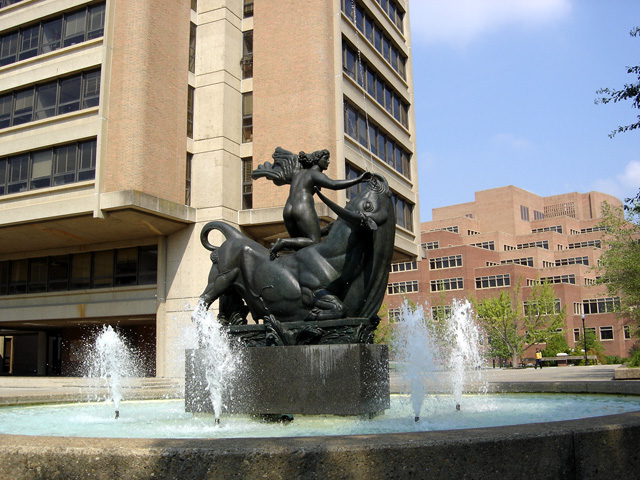
Europa on the Bull, eine Statue auf dem Campus der UT

- Kommunikations- und Informationswissenschaften
- Kunst
- Künste und Wissenschaften
- Landwirtschaft und natürliche Ressourcen
- Medizin
- Musik
- Pädagogik, Gesundheit und Human Sciences
- Pflege
- Institut für Raumfahrt
- Rechtswissenschaften
- Sozialarbeit
- Tiermedizin
- Wirtschaftswissenschaften

## Sport
Die Sportteams UT werden die Volunteers genannt. Die Hochschule ist Mitglied in der East Division der Southeastern Conference. Auf dem Campus liegt die Sportstätte Thompson-Boling Arena.

## Persönlichkeiten

### Dozenten
- Bill Scarlett (1929–2011)– Musiker

### Absolventen
Nobelpreisträger
- James Buchanan (1919–2013) – Nobelpreis Wirtschaftswissenschaften 1986

Weitere
- Peter Tsai (* 1952) – Erfinder des Filters der N95-Maske.
- Doug Atkins (1930–2015) – American-Football-Spieler
- Bill Bates (* 1961) – American-Football-Spieler
- Arian Foster (* 1986) – American-Football-Spieler
- Jeff Baxter – Nike Designer
- Clarence Brown (1890–1987) – Regisseur
- Deana Carter (* 1966) – Country-Sängerin
- Saxby Chambliss (* 1943) – Senator von Georgia
- James Denton (* 1963) – Schauspieler
- Beattie Feathers (1908–1979) – American-Football-Spieler und -Trainer
- Justin Gatlin (* 1982) – Olympiasieger 2004
- Alvin Harper (* 1968) – American-Football-Spieler und -Trainer
- Chamique Holdsclaw (* 1977) – WNBA Spielerin
- Alvin Kamara (* 1995) – American-Football-Spieler
- David Keith (* 1954) – Schauspieler und Regisseur
- Dalton Knecht (* 2001) – Basketballspieler
- Karl Kremser (* 1945) – American-Football-Spieler
- Jamal Lewis (* 1979) – American-Football-Spieler
- Peyton Manning (* 1976) – American-Football-Spieler
- Cormac McCarthy (1933–2023) – Schriftsteller
- Chris Moneymaker (* 1975) – Pokerspieler
- Kevin Nash (* 1959) – Sportler (Wrestler, Basketball)
- Candace Parker (* 1986) – Basketballspielerin
- Reggie White (1961–2004) – American-Football-Spieler
- Ron Widby (1945–2020) – American-Football-Spieler
- Jason Witten (* 1982) – American-Football-Spieler
- Vincent Yarbrough (* 1981) – Basketballspieler
- Jakob Johnson (* 1994) – American-Football-Spieler